# Сильвестр и Твити: Загадочные истории
«Сильвестр и Твити: Загадочные истории» (англ. The Sylvester & Tweety Mysteries) — американский мультсериал, созданный Warner Bros. Animation. Транслировался с 9 сентября 1995 по 5 февраля 2000 года на Kids 'WB. Всего было выпущено 52 эпизода мультсериала.

## Сюжет
Мультсериал повествует о приключениях персонажей Looney Tunes кота Сильвестра и канарейки Твити, а также их хозяйки Бабули и бульдога Гектора. Персонажи пытаются разгадать тайны по всему миру. При этом Сильвестр постоянно пытается съесть Твити, а Гектор выступает в роли его телохранителя.
Первый сезон был посвящён памяти аниматора Warner Bros. и создателя короткометражек с Сильвестром и Твити Фриза Фреленга, который умер в возрасте 88 лет незадолго до премьеры сериала.
В мультсериале в некоторых эпизодах появлялись персонажи Looney Tunes, такие как Даффи Дак, Йоземит Сэм, Элмер Фадд, Тасманский дьявол, Пепе ле Пью, Фоггорн Леггорн, Марсианин Марвин, Дорожный бегун и прочие. Багз Банни, Порки Пиг и Хитрый койот — единственные наиболее известные персонажи, которые не появляются в сериале.
Последний эпизод никогда не показывался на Kids 'WB. Его премьера состоялась 18 декабря 2002 года, когда сериал повторно транслировался на Cartoon Network.

## Список эпизодов
| Сезон | Серии | Серии | Даты показа      | Даты показа     | Даты показа |
| Сезон | Серии | Серии | Первая серия     | Последняя серия | Канал       |
| ----- | ----- | ----- | ---------------- | --------------- | ----------- |
| 1     | 13    | 13    | 9 сентября 1995  | 17 февраля 1996 | Kids 'WB    |
| 2     | 8     | 8     | 7 сентября 1996  | 22 февраля 1997 | Kids 'WB    |
| 3     | 13    | 13    | 13 сентября 1997 | 16 мая 1998     | Kids 'WB    |
| 4     | 13    | 13    | 19 сентября 1998 | 1 мая 1999      | Kids 'WB    |
| 5     | 5     | 5     | 18 сентября 1999 | 18 декабря 2002 | Kids 'WB    |

## Персонажи
- Сильвестр — шепелявый кот. На протяжении всех эпизодов действует и постоянно пытается съесть Твити на ужин, хотя ему всегда мешают хитрость Гектора или Твити. Несмотря на их нескончаемую вражду, паре по большей части удаётся ладить, и кот будет защищать Твити, когда кто-то другой попытается навредить канарейке. Сильвестр также невольно обнаруживает множество улик. Помимо погони за Твити, он часто исследует окрестности, что иногда приводит его в неловкие ситуации. В них он терпит всевозможную боль и страдания, однако справляется с ними. У Сильвестра аллергия на шерсть, и поэтому он завидует Твити. Озвучен Джо Аласки.
- Твити — милая, но садистская жёлтая канарейка. Часто пытается сбежать от Сильвестра, мешая ему либо своим полётом, умным расчётом времени, либо своим телохранителем Гектором. Твити обычно остаётся с Бабулей и отвечает за некоторые важные улики. Несмотря на его вражду с Сильвестром, пара объединится, если Бабуле угрожают, и будет хорошо работать вместе. Твити также иногда служит источником иронии, обычно в отношении сорванных попыток Сильвестра его съесть. Озвучен Джо Аласки.
- Бабуля — старомодный всемирно известный детектив. Путешествует по миру с Сильвестром и Твити, посещая такие мероприятия, как скачки или конкурс канареек, и местные жители часто призывают её раскрыть преступление. Однако были попытки подставить Бабулю, что вызвало некоторые трудности с поиском улик. Бабуля чрезмерно защищает Твити и, не колеблясь, ударит Сильвестра по голове. В основном добродушна, но может разозлиться. Персонаж имеет сходство с мисс Марпл. Озвучен Джун Форей.
- Гектор — домашний бульдог Бабули и телохранитель Твити. Гектор не даёт Сильвестру съесть канарейку и, если тот встаёт у него на пути, часто бьёт его. Гектор защитит Бабулю, Твити или даже Сильвестра, если тому угрожают, но он не прочь воровать еду или пытаться угодить другим. Озвучен Фрэнком Уэлкером.

## Выход на домашнее видео
9 сентября 2008 года Warner Home Video выпустила DVD первого сезона «Сильвестра и Твити: Загадочных историй» (Region 1). Данный релиз вышел ровно через 13 лет после премьеры мультсериала. О дальнейших выпусках DVD не сообщалось. В релиз фильма "Король Твити в качестве бонусных эпизодов были включены три серии из первого сезона.

## Продолжение
17 февраля 2021 года было объявлено, что Твити сыграет главную роль в сериале «Загадочные истории Твити» (англ. Tweety Mysteries), концепция которого аналогична мультсериалу «Сильвестру и Твити: Загадочные истории», за исключением того, что сериал будет гибридом игрового кино и анимации.

## Награды и номинации
Сериал несколько раз номинировался на дневную премию «Эмми» в категории «Анимационная программа особого класса». Сериал получил две премии «Энни» в категории озвучки за Джун Форей в роли Бабули.